# Тарло, Адам (староста гощинский)
Адам Тарло (1708 — 4 февраля 1770) — польский магнат, генерал-майор войск коронных (1750), староста гощинский с 1730 года, староста бжеговский и скальский.

## Биография
Представитель польского дворянского рода Тарло герба «Топор». Единственный сын Юзефа Тарло (? — 1713), старосты гощинского и бжеговского, и Марианны Менцинской (? — 1747). В 1713 году Адаи Тарло потерял отца, унаследовав староства гощинское и бжеговское.
В 1733 году Адам Тарло был избран депутатом (послом) на чрезвычайный сейм от Подольского воеводства. В том же году он был избран депутатом на элекционный сейм от Черской земли, где поддержал кандидатуру Станислава Лещинского. В 1734 году Адам Тарло присоединился к Дзиковской конфедерации. После поражения конфедератов в 1735 году примирился с королем Речи Посполитой Августом III. Получил во владение скальское староство.
В начале 1740-х годов Адам Тарло женился на Саломее Межеевской. В 1746 году он был избран послом на сейм от Подольского воеводства, а в 1750 году избирается в сейм уже от Мазовецкого воеводства. В том же 1750 году он становится генерал-майором коронных войск.
В 1750 году Адам Тарло вступил в противостояние за наследство своего родственника, воеводы сандомирского Яна Тарла (1684—1750), который оставил Адаму летичевское и каменецкое староства, а его сыновьям Миньковецкий ключ, Калюс, Капустяны, Пенкошув, Волю Пенкошувскую, Радзеевице и Мщонув. Впрочем, сестры и племянники Яна Тарла (Ржевуские, Любомирские и Мнишеки) разделили все наследство между собой. Адаму Тарло было оставлено лишь шефство над первым лановым региментом до 1751 года. Первая попытка обжаловать эти действия произошла 1750 года, а следующая в 1753 году. Лишь в 1759 году Коронный трибунал в Люблине после судебного разбирательства вынес решение по этому делу, за которым Адаму Тарло присуждены половина Миньковец, Калюс и Капустян. Правда, Франциска Ржевуская вернула Адаму Тарло половину Миньковцев, но выплатила ему половину стоимости этого имения — 68 953 злотых. Однако, согласно последующим решением Коронного трибунала в 1761 году, половина Миньковецкого ключа перешла к Адаму Тарла. За вторую половину последний боролся до самой смерти, но тщетно. Только его сыновьям удалось выиграть судебную тяжбу.
В течение 1760-х годов Адам Тарло пытался противостоять намерениям Российской империи усилить свое влияние в Речи Посполитой. В приложении к сообщению от 2 октября 1767 года президенту Коллегии иностранных дел Российской империи Никите Панину российский посланец в Речи Посполитой Николай Репнин назвал Адама Тарло депутатом, враждебным по отношению к осуществлению российских планов в парламенте 1767 года. В 1767 году Адам Тарло был избран депутатом на сейм Репнина от Подольского воеводства.
Сделал капитальный ремонт дворца в Скале Подольской. Также построил замок в Збриже.
Адам Тарло скончался 4 февраля 1770 года.

## Семья
От брака с Саломеей Межеевской у Адама Тарло было три сына и одна дочь:
- Казимир Тарло, полковник пехотного полка, староста скальский
- Шимон Тарло (1744—1784), староста скальский
- Бонавентура Тарло (? — после 1788), староста скальский и бжеговский
- Ева Тарло, муж — Стефан Дембовский, каштелян черниговский.